# Nielsen Media Research
Nielsen Media Research (NMR) là một công ty Mỹ chuyên đo lường, đánh giá xếp hạng tỷ suất người xem bao gồm các kênh truyền hình, đài phát thanh, rạp chiếu phim và báo chí. NMR, có trụ sở tại New York, được biết đến với các đánh gia xếp hạng Nielsen. Nielsen chuyên đo lường, đánh giá tỷ lệ người xem các kênh truyền hình, từ đó đưa ra một các khách quan số người theo dõi để đưa ra chính sách hủy hoặc đổi mới các chương trình truyền hình. Kể từ tháng 5 năm 2012, Nielsen Media Research trở thành công ty con của Nielsen Holdings.

## Lịch sử
Nielsen Media Research, từng là một trong những công ty nghiên cứu truyền thông lớn nhất trên thế giới, bắt đầu là một công ty con của ACNielsen, một công ty nghiên cứu tiếp thị. Năm 1996, Nielsen Media Research được tách ra thành một công ty độc lập và vào năm 1999, được công ty xuất bản VNU Hà Lan (Verenidge Nederlandse Uitgeverijen) mua lại. Năm 2001, VNU sau đó mua tiếp AC Nielsen và kết hợp hai bộ phận thành Nielsen như cũ. Lúc này VNU bán ra các thông tin của mình về báo chí cho Wegener và tạp chí tiêu dùng cho Sanoma. Cánh tay xuất bản của công ty cũng sỡ hữu một số ấn phẩm bao gồm Tạp chí Hollywood Reporter và Billboard. VNU kết hợp các thông tin với các đơn vị nghiên cứu và thu thập dữ liệu khác bao gồm BASES, Claritas, HCL và Spectra Nielsen. VNU cũng đã mua lại một số công ty nhằm tăng thêm khả năng đo lường của mình.
Gần đây, Nielsen đã công bố sự ra mắt của dự án A2M2 sẽ đo lường việc xem truyền hình trong và ngoài nhà.
Nielsen Media Research là công con cùng với Nielsen NetRatings, công ty đo lường khán giả trên Internet và phương tiện kỹ thuật số thông qua cuộc khảo sát qua điện thoại và internet, và Nielsen BuzzMetrics, đo lường Phương tiện do người tiêu dùng tạo ra.
Nielsen cũng tiến hành nghiên cứu thị trường cho ngành điện ảnh thông qua National Research Group (NRG).
Vào tháng 09 năm 2018, Nielsen đã mua lại SuperData Research, một công ty phân tích ngành chuyên giải quyết việc theo dõi thói quen xem trong các lĩnh vực trò chơi điện tử và eSports, một lĩnh vực mà Nielsen có kế hoạch mở rộng.

## Hoạt động của công ty
Nielsen có trụ sở chính tại Lower Manhattan, Thành phố New York.
Công ty đặt văn phòng tại Oldsmar, Florida. Hầu hết các nhân viên của Nielsen Media Research đều làm việc ở Oldsmar, và công việc đo lường phương tiện truyền thông của công ty bắt nguồn từ văn phòng. Hãng tin Associated Press nói rằng tòa nhà Oldsmar, với chi phí 80 triệu USD, là "cái gọi là trung tâm bộ não của nó."